# ウォーリー・アームストロング
ウォーリー・アームストロング（Wally Armstrong 1945年6月19日- ）はアメリカ合衆国のゴルファー。スナッグゴルフの開発者。

## 経歴
コネチカット州ニューロンドン出身、フロリダ大学でバスター・ビショップの指導を受けた。1966年にはオールアメリカンに選ばれている。1968年に大学を卒業、1969年に修士の学位を取得した。
1973年のインディアナオープンで優勝、1974年から1984年までの11シーズン、PGAツアーに参戦した。ツアーでの最高位は2位で、1974年のサハラ・インヴィテイショナル、1975年のペンサコーラオープン、1977年のウェスタンオープンの3回。
1978年のマスターズ・トーナメントでゲーリー・プレーヤーに3打差の5位でフィニッシュした。その後11年にわたり多くの試合に出場、トップ80に6回入っている。
ナイキツアー、PGAシニアツアーに1995年、1996年と出場している。
現役引退後は、ゴルフインストラクターをする一方、著書を出している。